# Mitteilungen des Instituts für Österreichische Geschichtsforschung
Die Mitteilungen des Instituts für Österreichische Geschichtsforschung (kurz MIÖG) sind eine historische Fachzeitschrift, die vom Direktor des Instituts für Österreichische Geschichtsforschung, derzeit Christian Lackner, herausgegeben wird.
Veröffentlicht werden Aufsätze und Literaturberichte zur Geschichtswissenschaft mit den Schwerpunkten Österreichische Geschichte, Verfassungsgeschichte, Quellenkunde und Historische Hilfswissenschaften. Komplettiert werden die Zeitschriftenbände durch Ergänzungsbände und die Veröffentlichungen des Instituts für Österreichische Geschichtsforschung.
Jährlich erscheinen zwei Halbbände (bis 2011 in traditioneller Fortschreibung einer älteren Erscheinensform als „Heft 1–2“ und „Heft 3–4“, seit 2012 als „Teilband 1“ und „Teilband 2“ bezeichnet). Veröffentlicht werden jährlich zwischen 10 und 15 Aufsätze, kürzere Kleine Mitteilungen und über 50 Literaturbesprechungen. Die Redaktion der Fachzeitschrift besteht aus Claudia Feller, Julian Ecker, Josef Löffler, Martin Scheutz, Andrea Sommerlechner und Herwig Weigl. Die Rezensionen sind seit Band 119 aus dem Jahr 2011 online auf Recensio.net zu finden.

## Geschichte
Die Zeitschrift erscheint seit 1880, zunächst als Mittheilungen (bis 1905 einschließlich), und war Teil der Professionalisierung der österreichischen Geschichtsforschung im späten 19. Jahrhundert, wobei eine positivistische und hilfswissenschaftliche Grundhaltung bestimmend blieb. Von 1923 bis 1942 trug sie den Titel: Mitteilungen des Österreichischen Instituts für Geschichtsforschung (MÖIG); 1944 hieß sie: Mitteilungen des Instituts für Geschichtsforschung und Archivwissenschaft in Wien.

## Chefredakteure
- 1880–1903 Engelbert Mühlbacher
- 1903–1914 Oswald Redlich
- 1915–1920 Oswald Redlich und Wilhelm Bauer
- 1922–1944 Wilhelm Bauer

In jüngerer Zeit wird die Zeitschrift vom Direktor des Instituts für Österreichische Geschichtsforschung in Verbindung mit einem mehrköpfigen Redaktionsteam herausgegeben.